# 401. jadralni pehotni polk (ZDA)
Za druge 401. polke glej 401. polk.
401. jadralni pehotni polk je bila zračnopristajalna enota Kopenske vojske Združenih držav Amerike.

## Zgodovina
Polk je bil ustanovljen 15. avgusta 1942 in dodeljen 101. zračnoprevozni diviziji. Polk je bil razpuščen 1. marca 1945.